# Freycinetia ferox
Freycinetia ferox är en enhjärtbladig växtart som beskrevs av Otto Warburg. Freycinetia ferox ingår i släktet Freycinetia och familjen Pandanaceae.
Artens utbredningsområde är Filippinerna. Inga underarter finns listade.